# Balela MTV
Balela MTV  foi um programa apresentado em 2005, na MTV Brasil, em sua maior parte do tempo pelas ex's-VJs da emissora Didi Wagner e Marina Person.

## O Programa
Era um programa irreverente que satirizava situações femininas e defendia plenamente o feminismo como forma de ser feliz.
Como as apresentadoras eram uma loira e uma morena, elas passavam o programa "brigando e zoando" uma com a outra através de situações/quadros irreverentes que o programa criou ao longo de sua existência.
Um dos melhores quadros do programa era o Girl Power, em que videoclipes de cantoras famosas (como Beyoncé e Britney Spears) eram lançados ao ar, e notas eram dadas a características como: corte de cabelo da cantora, modelo de roupa que usava, fitness e outras feminilidades tão comuns na sociedade atual. Com o passar do tempo um ranking foi sendo feito para homenagear as mais Girl Power.
De interessante, o programa também possuía novidades do mundo da música engraçadas e curiosidades que faziam o telespectador rir e não desgrudar da televisão durante os 30 minutos de programação.
No término da última temporada do programa (que parava durante a programação de verão da emissora), o programa foi apresentado por Sarah Oliveira (atualmente na Rede Globo) no lugar de Didi Wagner (atualmente na Multishow). 
Várias comunidades no Orkut lamentam até hoje a extinção do programa, que atingiu bons pontos no Ibope em relação a outros programas da grade de programação da emissora.